# Rick and Morty (season 5)
A quinta temporada da série animada de televisão Rick e Morty foi desenvolvida pela Adult Swim. É composta por dez episódios; mais 50 episódios foram confirmados como parte de um acordo com o canal Adult Swim, que renovou a série por 70 episódios adicionais em maio de 2018. A série é estrelada por Justin Roiland como os dois personagens principais. A temporada estreou em 20 de junho de 2021.

## Elenco e personagens

### Principal
- Justin Roiland como Rick Sanchez e Morty Smith, os dois personagens principais do show. Rick é frequentemente mostrado como bêbado e Morty como um idiota e nerd, muitas vezes em dúvida sobre as muitas aventuras extravagantes de Rick.[1]
- Chris Parnell como Jerry Smith, pai de Morty e genro de Rick.
- Spencer Grammer como Summer Smith, irmã mais velha de Morty e neta de Rick.
- Sarah Chalke como Beth Smith, mãe de Morty e filha de Rick, que também é cirurgiã de cavalos.
  - Chalke também repete seu papel como a duplicata de viagem espacial de Beth, Space Beth, na temporada.[2]

### Recorrentes
- Kari Wahlgren como Jessica, a paixão de longa data de Morty, a quem ele raramente tem coragem de convidar para sair.[3]

### Convidados
- Dan Harmon como Birdperson / Phoenixperson, um dos aliados de Rick anteriormente transformado em uma máquina de matar por Tammy Gueterman..[3]
  - Harmon também interpreta o Sr. Nimbus, inimigo de longa data de Rick que será apresentado na temporada.[4]
- Jim Gaffigan como Hoovy
- Alison Brie como Planetina, uma super-heroína ambiental por quem Morty tem uma queda. Ela é fortemente baseada no Capitão Planeta .
- Steve Buscemi como Eddie
- Jennifer Coolidge como Daphne

## Episódios
A temporada será composta por dez episódios. Os últimos cinco são intitulados "Gotron Jerrysis Rickvangelion", "Rick & Morty's Thanksploitation Spectacular", "Rickternal Friendshine of the Spotless Mort", "Forgetting Sarick Mortshall" e "Rickmurai Jack".

## Produção

### Desenvolvimento
Digital Spy revelou que a temporada teria maior continuidade do que o resto da série, não muito diferente da terceira temporada, quando Rick escapou de uma prisão alienígena. Um dos redatores, Scott Marder, anunciou que "há um cânone épico na quinta temporada chegando" e que Space Beth da quarta temporada será um personagem importante na temporada de 2020 em um festival virtual do canal  Adult Swim.. No final de outubro de 2020, os episódios estavam "bem adiantados em [sua] rota para o Adult Swim". Um animatic promocional de Morty carregando um Rick aparentemente morto por meio de um planeta alienígena foi lançado em novembro de 2020. Outros animatics, incluindo um que parece ser do mesmo episódio em que Rick está na mesma condição em que estava na primeira foto, também foram lançados.  Um animatic final mostra Morty confessando seus sentimentos por Jessica enquanto a nave deles cai no oceano. Assim que o fizer, o inimigo de longa data de Rick, Sr. Nimbus, cumprimenta-os. A sexta e a sétima temporadas já estão em desenvolvimento. O show consistirá nos próximos dez dos 70 episódios originalmente encomendados por Adult Swim em maio de 2018 após a estreia da terceira temporada.

### Casting
Junto com o anúncio das temporadas, os dubladores Justin Roiland, Chris Parnell, Spencer Grammer e Sarah Chalke foram confirmados para retornar como a família Smith,. com outros personagens, incluindo a nova adição ao elenco, Sr. Nimbus. Em janeiro de 2021, foi revelado que o criador da série Dan Harmon, bem como Kari Wahlgren, uma dubladora recorrente na série, voltariam para reprisar seus papéis de Birdperson, o velho amigo de Rick que se tornou inimigo após ser reprogramado por Tammy Gueterman, e Jessica, a paixão de Morty durante todo o show, respectivamente. Space Beth, uma personagem popular do final da temporada anterior, dublado por Chalke, tem a possibilidade de retornar para a temporada. As estrelas convidadas durante a temporada incluirão Timothy Olyphant, Christina Ricci e Alison Brie .

### Escrita
Em outubro de 2020, o criador do programa Dan Harmon revelou que um dos episódios, escrito por Rob Schrab, na próxima temporada será sobre o relacionamento de Morty com uma mulher que não é Jessica, e disse que Morty "realmente sente dor de cabeça em um nível um homem da idade dele não deveria". O roteiro de Schrab para o episódio foi "muito terno". Harmon também observou que a produção estava acontecendo antes do previsto. Jeff Loveness, que escreveu vários episódios na quarta temporada, foi confirmado para voltar para escrever seus últimos episódios da série, incluindo a estreia da temporada. A temporada também irá aprofundar o relacionamento de Rick e Jerry.

## Lançamento
A temporada estreou em 20 de junho de 2021. Justin Roiland, que dubla os dois personagens principais, disse que gostaria de exibir um episódio por mês para aumentar o tempo de exibição do programa. Ele reiterou isso em março de 2021. Roiland também afirmou que a espera entre todas as outras temporadas "nunca mais seria tão longa" quanto foi entre muitas das temporadas anteriores.

## Recepção
David Opie, do site Digital Spy, elogiou a estreia da série, dizendo "É tão inventivo como sempre e, ao não redefinir o status quo, há mais espaço para o desenvolvimento do personagem."
1. 1 2  «When is Rick and Morty season 5 coming out?». Hidden Remote (em inglês). 24 de março de 2021. Consultado em 26 de março de 2021
2. ↑  «Rick and Morty Star Sarah Chalke Teases More Space Beth in Season 5». Anime (em inglês). Consultado em 26 de março de 2021
3. 1 2 3  Balwinder (8 de fevereiro de 2021). «Rick and Morty Season 5 - Release Date, Trailer & Cast». Sea Wall A Life (em inglês). Consultado em 15 de fevereiro de 2021
4. 1 2 3  «FIRST LOOK: 'Rick and Morty' Season 5». Animation World Network (em inglês). Consultado em 10 de dezembro de 2020
5. ↑  «When is Rick and Morty season 5 released? When the next episodes will drop on Netflix». Radio Times (em inglês). Consultado em 12 de novembro de 2020
6. ↑  Rick and Morty [@RickandMorty]. «Here's all ten episode titles of Rick and Morty Season Five, premiering June 20th only on @adultswim» (Tweet)  – via Twitter Em falta ou vazio |data= (ajuda)
7. 1 2  Joe Anderton (16 de novembro de 2020). «Rick and Morty bosses promise "epic" and "awesome" season 5». Digital Spy (em inglês). Consultado em 10 de dezembro de 2020
8. ↑  October 2020, Harry Shepherd 29. «Rick and Morty season 5: release date, cast, and what else we know». TechRadar (em inglês). Consultado em 10 de dezembro de 2020
9. ↑  Hema. «Rick and Morty Season 5 Release Date, Dan Harmon Teases Fans With New Episodes | Oracle Globe» (em inglês). Consultado em 26 de março de 2021
10. ↑  «'Rick and Morty' posts a scene from upcoming season 5 online». EW.com (em inglês). Consultado em 12 de novembro de 2020
11. ↑  Pearce, Tilly (8 de junho de 2021). «Exclusive – Rick and Morty season 5 to feature Timothy Olyphant, Alison Brie and Christina Ricci». Radio Times. Consultado em 13 de junho de 2021
12. ↑  «'Rick And Morty' Season 5 Is Actually On Schedule For Once». Boss Hunting (em inglês). 28 de outubro de 2020. Consultado em 10 de dezembro de 2020
13. ↑  @jeffloveness (20 de setembro de 2019). «Today was my last day at Rick and Morty. I wrote 5 episodes and worked with amazing people. I hope you like it.» (Tweet)  – via Twitter
14. ↑  «'Rick and Morty' Season 5: here's everything we know so far». Happy Mag (em inglês). 17 de novembro de 2020. Consultado em 10 de dezembro de 2020
15. ↑  Adult Swim [@adultswim]. «Now you can start asking us about season 6. Rick and Morty return for season 5 on Sunday, June 20 at 11 pm ET on Adult Swim.» (Tweet)  – via Twitter Em falta ou vazio |data= (ajuda)
16. ↑  «'Rick & Morty' Creator Justin Roiland Wants To Release An Episode Every Month». Boss Hunting (em inglês). 21 de maio de 2020. Consultado em 10 de dezembro de 2020
17. ↑  Plante, Corey. «Everything you need to know about 'Rick and Morty' Season 5». Inverse (em inglês). Consultado em 10 de dezembro de 2020
18. ↑  Opie, David (14 de junho de 2021). «Rick and Morty season 5 premiere starts to fix the show's biggest problem». Digital Spy (em inglês). Consultado em 21 de junho de 2021